# 凯蒂·麦克劳克林
凯蒂·麦克劳克林（英語：Katie McLaughlin，1997年6月9日—）来自加利福尼亚州达纳角，是一名美国女子游泳运动员，主攻自由泳和蝶泳，曾就读于加利福尼亞大學柏克萊分校。麦克劳克林的母亲曾是一名游泳选手，父亲则曾是一名美式橄榄球选手。她在9岁时加入Mission Viejo Nadadores俱乐部，开始练习游泳。此前她还曾接触过足球、排球、田径等，最终她选择专攻游泳。